# Postagentur (Protektorat)
Postagentur bezeichnete Postanstalten, die die Deutsche Reichspost in den Kolonien und Schutzgebieten des Deutschen Reiches betrieb. 

## Funktion
Nur einige, wenige Postanstalten in den größten Städten der Kolonien trugen dagegen die Bezeichnung „Postamt“. Ein Unterschied in den angebotenen Dienstleistungen zwischen diesen Postämtern und den Postagenturen bestand nicht.
Im Gegensatz zu den Postagenturen wurden Dienststellen der Reichspost in einem politisch selbständigen, ausländischen Staat als „Auslandspostamt“ bezeichnet.

## Geschichte
Von 1888 bis 1891 bestand in Lamu (heute: Kenia) eine deutsche Postagentur für die Kommunikation mit dem Sultanat Witu, das unter dem politischen Einfluss des Sultans von Sansibar stand. Über Sansibar wiederum übte das Deutsche Reich für kurze Zeit ein Protektorat aus. 1890 fiel das Sultanat durch den Helgoland-Sansibar-Vertrag an das Großbritannien.
Mit der Entfaltung der deutschen Kolonialbestrebungen entstanden zahlreiche Postagenturen in allen deutschen Kolonien und Schutzgebieten. Mit dem Verlust der Kolonien im Ersten Weltkrieg stellten die Postagenturen als Dienststellen der Reichspost ihren Betrieb ein.